# Matthews (Misuri)
Matthews es una ciudad ubicada en el condado de Nueva Madrid en el estado estadounidense de Misuri. En el Censo de 2010 tenía una población de 628 habitantes y una densidad poblacional de 123,9 personas por km².

## Geografía
Matthews se encuentra ubicada en las coordenadas 36°45′25″N 89°34′3″O / 36.75694, -89.56750. Según la Oficina del Censo de los Estados Unidos, Matthews tiene una superficie total de 5.07 km², de la cual 5.07 km² corresponden a tierra firme y (0%) 0 km² es agua.

## Demografía
Según el censo de 2010, había 628 personas residiendo en Matthews. La densidad de población era de 123,9 hab./km². De los 628 habitantes, Matthews estaba compuesto por el 97.13% blancos, el 1.91% eran afroamericanos, el 0.48% eran amerindios, el 0% eran asiáticos, el 0% eran isleños del Pacífico, el 0.16% eran de otras razas y el 0.32% pertenecían a dos o más razas. Del total de la población el 0.32% eran hispanos o latinos de cualquier raza.